# Dasysphinx bombiformis
Dasysphinx bombiformis là một loài bướm đêm thuộc phân họ Arctiinae, họ Erebidae.